# Distrito de Kandreho
Kandreho es un distrito de la región de Betsiboka, en la isla de Madagascar, con una población estimada en julio de 2014 de 21 251 habitantes.
Se encuentra ubicado en el centro-norte de la isla, cerca de la Reserva Kasijy.